# Chibly Langlois
Pour les articles homonymes, voir Langlois.
Chibly Langlois, né le 29 novembre 1958 à la Vallée, arrondissement de Jacmel, département du Sud-Est de Haïti, est un évêque catholique haïtien, évêque du diocèse des Cayes (Haïti) depuis août 2011. Le 22 février 2014, il est créé cardinal par le pape François et devient le premier cardinal haïtien de l'histoire de l'Église.

## Biographie
Il est ordonné prêtre le 22 septembre 1991 dans le diocèse de Jacmel.
Le 8 avril 2004 le pape Jean-Paul II le nomme évêque du diocèse de Fort-Liberté. Il est consacré le 6 juin 2004 par Hubert Constant, son prédécesseur, premier évêque du diocèse, transféré au siège métropolitain de l'archidiocèse de Cap-Haïtien assisté de Guire Poulard, évêque de Jacmel, et de Joseph Miot, archevêque coadjuteur de Port-au-Prince.
Le 15 août 2011 il est transféré dans le diocèse des Cayes.
En 2011, il devient président de la Conférence épiscopale d'Haïti pour un mandat de trois ans.
Le dimanche 12 janvier 2014, le pape François annonce au cours de l’Angélus, sa création comme cardinal qui a eu lieu le 22 février 2014 en même temps que celle de 18 autres prélats. Il devint alors le premier cardinal haïtien et reçoit le titre de cardinal-prêtre de San Giacomo in Augusta. Il prend possession de son titre le samedi 7 juin 2014, où au cours de la messe il rappelle sa proximité avec la population et son combat pour sortir son pays de la pauvreté.
Le 9 septembre 2014 il est nommé par le pape François père synodal pour la troisième assemblée générale extraordinaire du Synode des évêques sur les défis pastoraux de la famille dans le contexte de l'évangélisation se déroulant du 5 au 19 octobre en qualité de président de la Conférence épiscopale d'Haïti.
Il participe au conclave de 2025 qui élit le pape Léon XIV.